# Flora of the Southeastern United States
Flora of the Southeastern United States (abreviado Fl. S.E. U.S.) es un libro con ilustraciones y descripciones botánicas que fue escrito por el botánico y taxónomo estadounidense especializado en flora de EE. UU., John Kunkel Small. Fue editado el año 1903 con una segunda edición en el año 1913.